# Ramuntcho (roman)
Pour les articles homonymes, voir Ramuntcho.
Ramuntcho est un roman français de Pierre Loti.
Publié pour la première fois en 1897 par les éditions Calmann-Lévy (III-351 p.), il a connu une vingtaine de rééditions françaises depuis cette date jusqu'à 1994. C'est, avec Pêcheur d'Islande, un des ouvrages les plus connus de Pierre Loti, et un de ses principaux succès d'édition.

## Thèmes du roman

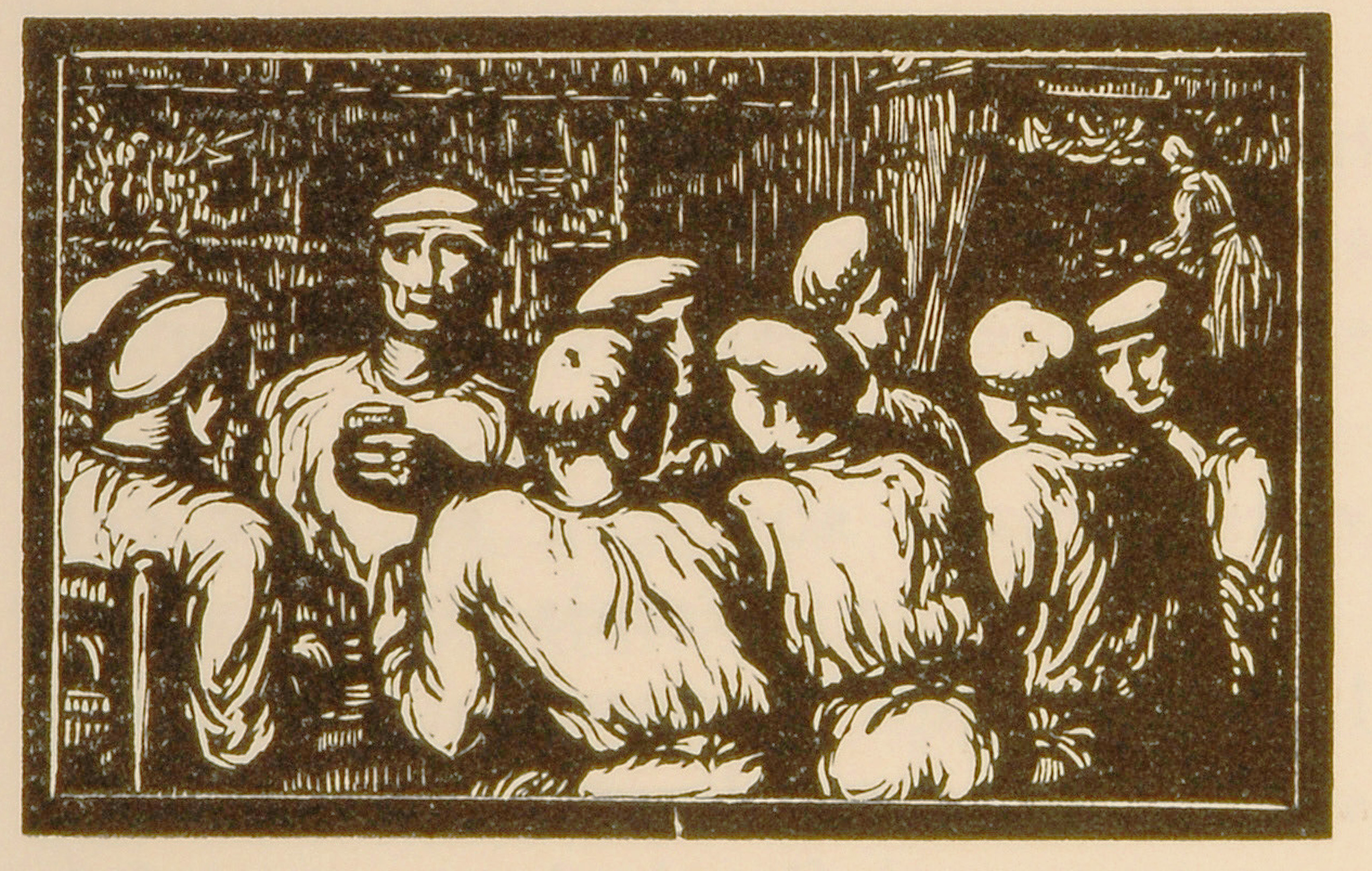
« Ramuntcho et les contrebandiers », bois de Jean-Baptiste Vettiner (1922).

Roman d'amour et d'aventure situé dans le milieu des contrebandiers basques, il a pour titre le nom de son personnage principal, le jeune et beau héros Ramuntcho. En dépit du caractère folklorique de sa description des mœurs régionales, dans un cadre inspiré à l'auteur par la découverte de sa terre d'adoption (Loti loua, à Sare, une maison à partir de 1893 et mourut à Hendaye en 1923), ce livre est devenu un ouvrage emblématique du Pays basque.

## Adaptations

### Au théâtre

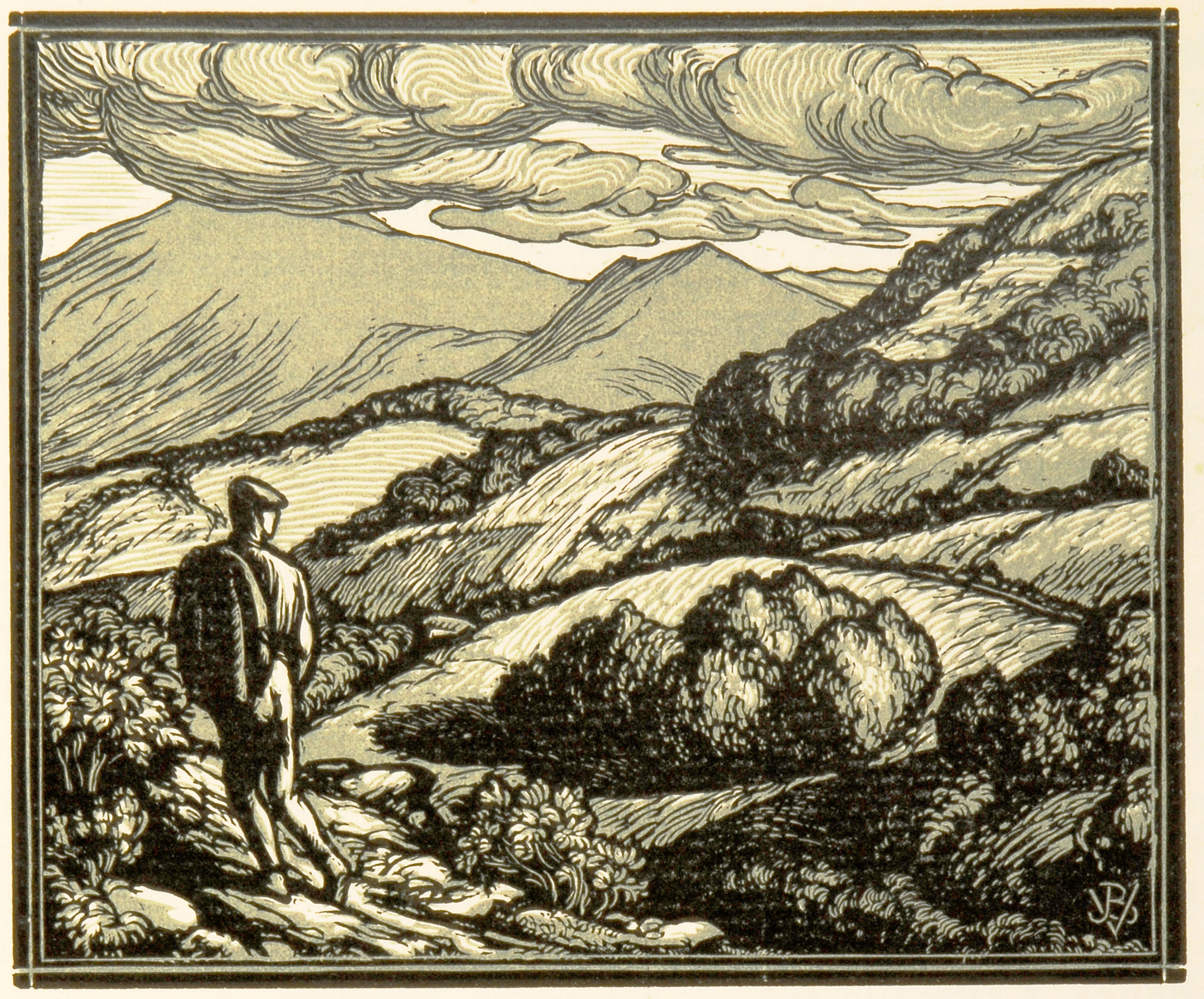
« Ramuntcho contrebandier », bois de Vettiner (1922).

Pierre Loti a lui-même adapté son roman pour le théâtre. La pièce en cinq actes est jouée pour la première fois au Théâtre de l'Odéon, le 28 février 1908, avec Sylvie dans le rôle de Gracieuse et René Alexandre dans le rôle de Ramuntcho. La musique de scène est signée Gabriel Pierné.

### Au cinéma
- 1919 : Ramuntcho, film français réalisé par Jacques de Baroncelli, avec Jacques Roussel, Jeanne Brindeau, Yvonne Annie[3]
- 1938 : Ramuntcho, film français réalisé par René Barberis, avec Paul Cambo, Louis Jouvet, Madeleine Ozeray[4]
- 1959 : Ramuntcho, film français réalisé par Pierre Schoendoerffer, avec François Guérin, Mijanou Bardot, Gaby Morlay, Roger Hanin[5]

### Discographiques
- (fr + en) Georges Masson, Jeune orchestre symphonique de Douai (dirigé par Henri Vachey), « Gabriel Pierné, Concerto de piano op.12, Ramuntcho, Bouton-d'Or », p. 2-6, Paris, Solstice (912052), 1987 .